# Hartwell (Georgia)
Hartwell è una città degli Stati Uniti d'America, situata nello Stato della Georgia e in particolare nella contea di Hart, della quale è il capoluogo.